# Andries ten Cate
Andries ten Cate  (Amsterdam, 22 maart 1796 – Haarlem, 27 juli 1858) was een Nederlands componist en cellist. Hij was muzikaal gezien een leerling van Jan George Bertelman.
Hij was een zoon van Jan Hubertus ten Cate en Anna Maria Wast. Zij lieten hem 30 maart 1796 dopen in de Oude Waalse Kerk in Amsterdam met vermelding van geboortedatum. Hij trouwde in 1830 als commissionair met Elisabeth Hodde. Hij overleed, twee jaar na zijn vrouw, aan een hartkwaal in een buitenhuis genaamd Spaarnes Rust, nabij Haarlem.
Hij begon zijn loopbaan in de verzekering en handel, maar toen het Koninkrijk Holland bij Frankrijk werd ingelijfd, zag hij zijn kansen in deze branche afnemen. Vanaf 1812 kwam een aantal kamermuziekwerken van zijn hand. Toen Nederland na de Franse tijd zijn zelfstandigheid terugkreeg, nam Ten Cate zijn werkzaamheden als verzekeringsman weer op. Hij bleef echter op bescheiden schaal componeren, waarbij er rond 1821 diverse (strijk-)kwartetten, kwintetten en concerten voor uiteenlopende muziekinstrumenten werden geschreven. Werken van grotere omvang kwamen er vooralsnog niet, want door het overlijden van zijn vader, moest hij de assurantie alleen bestieren.
In 1829 kwam het verzoek van de Hollandsche opera, bespeler van de Stadsschouwburg in Amsterdam om voor hen een werk te schrijven. Men voerde toen voornamelijk stukken op van buitenlandse schrijvers en Nederlandse componisten of andersom. Een puur Nederlandse opera was een uitzondering. Van zijn hand verschenen twee opera's:
- Seïd en Palmire, een “oorspronkelijk zangspel” met een libretto van G. Gravé jr., dat meerdere keren werd opgevoerd in Amsterdam, waarbij koning Willem I der Nederlanden een keer aanwezig was; uitgegeven in 1830 door Westerman & Zoon en C. van Hulst
- Constantia, Keizerinne te NicomedÍe,  met een libretto van Hendrikus Joannes Foppe kreeg uitvoeringen in 1835, eveneens in Amsterdam.

Een andere compositie van hem, getiteld Zes vaderlandsche liederen voor mannenkoor en piano, kende ook enige bekendheid. Verder schreef hij cantates (bijvoorbeeld Cantate gewijd aan het vijftigjarig bestaan van het Amsterdamsch tweede Departmenten der maatschappij tot Nut van ’t Algemeen, april 1840). Hij publiceerde ook gezangen voor de diakoniescholen op tekst van Rhijnvis Feith (1842). Na 1843 begon zijn zicht af te nemen, schreef hij minder werken en keerde hij daarbij terug naar de kamermuziek. In totaal zou zijn oeuvre uit circa 50 werken gaan bestaan.
Ten Cate was een van de eerste leden, later lid van verdienste en ook voorzitter van de Maatschappij tot Bevordering der Toonkunst en directeur van de zangschool Tot Nut van ’t Algemeen. Hij zat ook in de commissie voor de stedelijke muziekschool Amsterdam.
- International Standard Name Identifier: 0000 0003 9483 5000
- Nederlandse Thesaurus van Auteursnamen: 226756475
- Virtual International Authority File: 289440683
- WorldCat: E39PCjFFVwTQwWBTWmqyqGCTVC